# Neoraimondia
Neoraimondia Britton & Rose, 1820 è un genere di piante succulente della famiglia delle Cactaceae, diffuso in Perù e Bolivia.

## Descrizione
Hanno un fusto di forma colonnare, di colore verde prato e con numerose costolature su cui poggiano grosse areole lanuginose irte di spine.
Sui lati del fusto, d'estate, sbocciano grossi fiori tubiformi porpora e rosati.

## Tassonomia
Il genere comprende due sole specie:
- Neoraimondia arequipensis (Meyen) Backeb.
- Neoraimondia herzogiana (Backeb.) Buxb. & Krainz

## Coltivazione
La pianta è molto rustica, ed è consigliata sia per gli appassionati alle prime armi come per i veterani.
L'approvvigionamento minimo è di un'annaffiata una settimana in estate, e una spruzzata ogni due d'inverno, mentre le concimazioni una volta al mese.